# L'Aretino nei suoi ragionamenti sulle cortigiane, le maritate e... i cornuti contenti
L'Aretino nei suoi ragionamenti sulle cortigiane, le maritate e... i cornuti contenti è un film del 1972 diretto da Enrico Bomba, del filone Decamerotico.

## Trama
Madonna Violante va a Roma a trovare le tre figlie Armida, Lorenza e Vanna, che non vede da molti anni; prima però si ferma dall'amica Antonia, dalla quale apprende molte cose disdicevoli sul loro conto.